# Tin Abaw
Tin Abaw est une localité et une commune rurale du Mali de l'arrondissement de Infoukarétane, dans le cercle de Ménaka et la région de Ménaka. 

## Géographie
La localité de Tin Abaw est située à 23 km au sud-est du chef-lieu de cercle Ménaka.

## Histoire
La commune est créée en 2018. 

## Villages et fractions
La commune est composée de 7 localités, dont 3 villages. :
- Tin Abaw
- Ingouyass
- Inolamane
- Kel Egadech Tasssiriste

et 3 fractions :
- Idoguiritane
- Dabakar Kel Ichikel
- Iboguilitane Ihorimitane